# Félix Lemaréchal
Félix Lemaréchal, né le 7 août 2003 à Tours (Indre-et-Loire), est un footballeur franco-ivoirien qui évolue au poste de milieu central au RC Strasbourg.

## Biographie

### En club
Né à Tours en France, Félix Lemaréchal commence le football dans le club local du Tours FC où il est souvent surclassé, puis joue également à l'Etoile Bleue St Cyr sur Loire avant de rejoindre les Girondins de Bordeaux. Son aventure avec Bordeaux tourne court, le jeune joueur étant mis à la porte par le club en novembre 2019 en raison de son implication dans une bagarre. Il rejoint alors le centre de formation de l'AS Monaco en 2019, pour y poursuivre sa formation.
Le 31 mai 2021, Lemaréchal signe son premier contrat professionnel avec Monaco, en même temps que cinq autres joueurs de l'académie,.
En juillet 2021 Niko Kovač, l'entraîneur de l'équipe première, intègre Lemaréchal au groupe professionnel pour disputer les matchs amicaux de présaisons.
Félix Lemaréchal joue son premier match en professionnel le 16 octobre 2021, lors d'une rencontre de Ligue 1 face à l'Olympique lyonnais. Il entre en jeu à la place d'Eliot Matazo et son équipe s'incline par deux buts à zéro.
Le 31 janvier 2023, lors du mercato hivernal, Félix Lemaréchal est prêté jusqu'à la fin de la saison au Stade brestois 29,.

### En sélection
Félix Lemaréchal est sélectionné avec l'équipe de France des moins de 17 ans en 2019. Il joue deux matchs avec cette sélection.
En juin 2025, il est sélectionné pour participer à l'Euro espoirs.  

## Statistiques
| Saison                | Club                     | Championnat           | Championnat | Championnat | Championnat | Coupe(s) nationale(s) | Coupe(s) nationale(s) | Coupe(s) nationale(s) | Compétition(s) continentale(s) | Compétition(s) continentale(s) | Compétition(s) continentale(s) | Compétition(s) continentale(s) | Total | Total | Total |
| Saison                | Club                     | Division              | M.          | B.          | P.d.        | M.                    | B.                    | P.d.                  | Comp.                          | M.                             | B.                             | P.d.                           | M.    | B.    | P.d.  |
| 2021-2022             | AS Monaco                | Ligue 1               | 1           | 0           | 0           | 1                     | 0                     | 0                     | C1+C3                          | -                              | -                              | -                              | 2     | 0     | 0     |
| 2022-2023             | AS Monaco                | Ligue 1               | -           | -           | -           | -                     | -                     | -                     | C1+C3                          | -                              | -                              | -                              | 0     | 0     | 0     |
| Sous-total            | Sous-total               | Sous-total            | 1           | 0           | 0           | 1                     | 0                     | 0                     | -                              | -                              | -                              | -                              | 2     | 0     | 0     |
| 2022-2023             | Stade brestois 29 (prêt) | Ligue 1               | 13          | 0           | 0           | -                     | -                     | -                     | -                              | -                              | -                              | -                              | 13    | 0     | 0     |
| 2023-2024             | Cercle Bruges KSV (prêt) | Jupiler Pro League    | 31          | 2           | 6           | 1                     | 0                     | 0                     | -                              | -                              | -                              | -                              | 32    | 2     | 6     |
| 2024-2025             | RC Strasbourg            | Ligue 1               | 27          | 4           | 3           | 3                     | 1                     | 0                     | -                              | -                              | -                              | -                              | 30    | 5     | 3     |
| Total sur la carrière | Total sur la carrière    | Total sur la carrière | 72          | 6           | 9           | 5                     | 1                     | 0                     | -                              | -                              | -                              | -                              | 77    | 7     | 9     |